# Jake Bugg
Jake Edwin Kennedy, mieux connu sous son nom de scène Jake Bugg, né le 28 février 1994 à Cliffton, est un chanteur britannique.
Son premier album, Jake Bugg, est édité en octobre 2012 par Mercury Records et se classe premier du UK Albums Chart. Depuis sa sortie, les ventes du disque ont dépassé les 400 000 exemplaires.

## Biographie

### Jeunesse
Jake Kennedy grandit à Clifton, un village situé sur le territoire de la ville de Nottingham. Il vit avec son père, infirmier, et sa mère, vendeuse, dans un lotissement de logements sociaux (council estate). Le couple se sépare durant son enfance,. Il découvre la musique à l'âge de 12 ans lorsqu'un oncle lui offre une guitare folk et lui apprend quelques accords,. Il joue de la basse dans le groupe formé par l'un de ses cousins avant de composer ses premières chansons.
Il passe son GCSE (certificat d'études secondaires) au Fairham Community College et étudie au Farnborough College of Technology, mais abandonne ses études à l'âge de 16 ans lorsqu'il décide de se lancer dans la musique,. En 2010, il apparaît dans This Is Live, une émission musicale diffusée sur le web par le journal local Nottingham Post. Sa prestation attire l'attention de Jay Hart, qui devient son agent artistique,.

### Carrière
L'adolescent adopte le nom de famille de son père pour sa carrière musicale. Il est révélé en 2010 par l'intermédiaire de BBC introducing, un site de la société de radio-télévision BBC destiné aux jeunes artistes sans contrat discographique. La démo qu'il leur envoie est diffusée par la branche locale de la BBC émettant dans le comté de Nottinghamshire. Jake Bugg est ensuite sélectionné par la station pour se produire sur la scène réservée aux jeunes talents lors de l'édition 2011 du festival de Glastonbury. Dans le courant de l'été, il signe un contrat avec le label Mercury Records.
En mai 2012, Jake Bugg apparaît dans l'émission musicale Later... with Jools Holland diffusée sur BBC Two. Il joue en première partie d'artistes comme Michael Kiwanuka, Lana Del Rey et Example. La plupart des chansons de son premier album, Jake Bugg, sorti en octobre 2012, sont coécrites avec Iain Archer,, qui a collaboré avec le groupe Snow Patrol au début des années 2000. Vendu à 35 000 exemplaires en première semaine, le disque effectue son entrée à la première place du UK Albums Chart, alors que Two Fingers, 33e du classement des ventes de singles, est le premier single du chanteur à figurer dans le Top 40,. En mai 2013, les ventes de l'album atteignent les 430 000 exemplaires.
Jake Bugg assure la première partie sur les dates européennes de la tournée des High Flying Birds, groupe formé par Noel Gallagher, l'ancien guitariste d'Oasis. Bugg tourne ensuite en tête d'affiche au Royaume-Uni. En 2013, il est nommé aux Brit Awards dans la catégorie « British breakthrough act » et le titre Two Fingers, coécrit avec Iain Archer, est nommé aux Ivor Novello Awards. Son premier album est nommé au Mercury Music Prize. Il effectue également ses premiers concerts en France au Trianon, à l'Olympia.
Au cours de l'été 2013, Bugg était à Malibu, où il avait pour premier projet d'enregistrer deux morceaux uniquement. Par la suite, il fit une petite tournée des États-Unis et finit par enregistrer dix autres titres dans les studios du producteur américain Rick Rubin. Il y eut quelques interactions avec Chad Smith des Red Hot Chili Peppers. Le 8 septembre 2013, Jake Bugg tweet que son 2e album est désormais terminé ("2d album done!"). Par la suite, le 23 septembre 2013, il annonce la sortie de son nouvel album, intitulé Shangri La, avec un nouveau single What Doesn't Kill You,. L'album Shangri La sort le 18 novembre 2013. Cette appellation vient du nom du studio dans lequel il a enregistré ses morceaux.
Le 11 décembre 2013, Bugg chantait pour le Concert du Prix Nobel de la Paix, à Oslo. Le 10 janvier 2014, Jake Bugg chante en live son nouveau single Song About Love au Graham Norton Show. Le 27 février 2014, Jake Bugg joue en live Me And You dans l'émission American Idol. Jake Bugg fait une performance au The Tonight Show Starring Jimmy Fallon, le 14 mars 2014.

## Style musical et influences
Durant son enfance, Jake Bugg est frappé par le morceau Vincent de Don McLean dans un épisode des Simpson, qu'il décrit comme la première chanson à l'avoir impressionné (« the first song I liked »). Il découvre les disques du chanteur folk rock, ainsi que ceux des artistes l'ayant inspiré, comme le quatuor folk The Weavers et le guitariste Buddy Holly. Il continue de découvrir le rock et son histoire grâce à des artistes tels les Beatles, Jimi Hendrix, ou encore Donovan.
Sa musique est décrite comme du folk ou du folk rock, mais Bugg reconnaît également des influences country et blues. L'écrivain et critique rock Bayon estime que « Jake Bugg n'invente strictement rien, mais réinvente bien. ».